# Somebody Told Me
Somebody Told Me je debutový singl kapely The Killers z jejich prvního alba Hot Fuss. Zpěvák seskupení Brandon Flowers řekl o písni, že je to song nejvíce ovlivněný rodným Las Vegas. Server Billboard napsal o hitu, že je vysoce nakažlivý a návykový. Časopis Rolling Stone popsal píseň jako klubovou hymnu a vyzdvihl Flowersův drzý hlas.

## Umístění ve světě
| Země           | Umístění |
| -------------- | -------- |
| Polsko         | 1        |
| Rakousko       | 24       |
| Dánsko         | 6        |
| Austrálie      | 17       |
| Francie        | 24       |
| Velká Británie | 3        |
| USA            | 51       |
| Irsko          | 9        |
| Nový Zéland    | 13       |

## Ocenění
| Médiu          | Země           | Anketa                         | Rok  | Umístění |
| -------------- | -------------- | ------------------------------ | ---- | -------- |
| Rádio XFM      | Velká Británie | 100 nejlepších písní dekády    | 2009 | 9        |
| Absolute Rádio | Velká Británie | 100 Nejlepších písní dekády    | 2009 | 60       |
| NME            | Velká Británie | 100 Nejlepších písní dekády    | 2009 | 41       |
| Triple J       | Austrálie      | 100 nejlepších písní roku 2004 | 2004 | 4        |